# Walerian Pasternak
Walerian Pasternak (ur. 21 września 1930 w Besku, zm. 17 października 2001) – polski polityk, poseł na Sejm PRL VIII kadencji.

## Życiorys
W 1949 uzyskał wykształcenie średnie zawodowe w Szkole Przysposobienia Przemysłowego we Wrocławiu. Był mistrzem w Wytwórnia Sprzętu Komunikacyjnego „PZL-Rzeszów”. W latach 1948–1953 należał do Związku Młodzieży Polskiej, a od 1953 do Polskiej Zjednoczonej Partii Robotniczej. Był I sekretarzem podstawowej organizacji partyjenj oraz członkiem Wojewódzkiej Komisji Kontroli Partyjnej PZPR. W latach 1980–1985 pełnił mandat posła na Sejm PRL VIII kadencji z okręgu Rzeszów, zasiadając w Komisji Komunikacji i Łączności, Komisji Mandatowo-Regulaminowej oraz w Komisji Do Spraw Samorządu Pracowniczego Przedsiębiorstw. Otrzymał Srebrny Krzyż Zasługi.

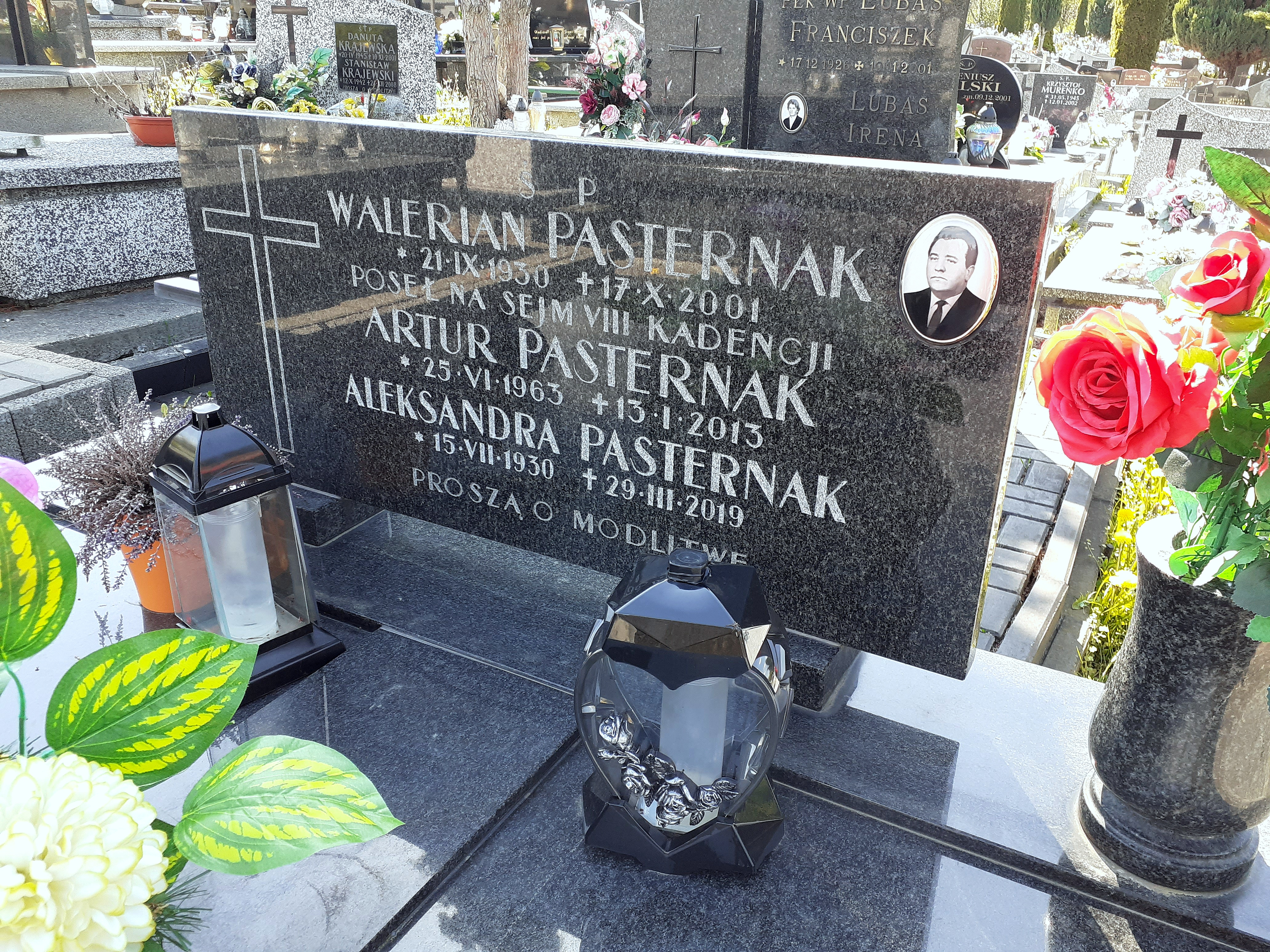
Grobowiec rodzinny Waleriana Pasternaka

Pochowany na cmentarzu Wilkowyja w Rzeszowie.